# Škoda za zdravje, če se ljudje prepirajo
Povest Škoda za zdravje, če se ljudje prepirajo je delo prekmurskega pisatelja Ferda Godine. Objavljena je bila v  zbirki Pravljica o Logarnici leta 1962. 

## Uvod
Povest Škoda za zdravje, če se ljudje prepirajo, je uvod v celotno zbirko. S to povestjo bralcem pove, zakaj se je sploh odločil oditi v Mursko šumo, v logarnico. 

## Interpretacija
Začelo se je, ko je prišel iz službe. Pričakala ga je žena Nataša in takoj videla, da ni vse vredu z njim. Marko je opazil, da je slabe volje, kajti sprejela ga je zelo hladno. Brž mu je postavila kosilo na mizo in molčala. Skušal je premostiti napetost in začel govoriti o novicah iz službe. Nataša ga ni pozorno poslušala saj je molčala in bilo je videti, da ji ni do pogovora. Ampak Marko jo je hotel spraviti v boljšo voljo, zato je še poskušal in ji povedal še več novic iz službe. Potem pa ga je Nataša prekinila in mu resno rekla, da mora k zdravniku. Marko jo je ubogal in je šel še tisto popoldne v ambulanto. Ko se je vrnil, je bil potrt, kajti zdravnik mu je povedal, da je zelo bolan in da potrebuje popoln mir. Odločil se je, da gresta nekam iz Ljubljane. Vendar pa Nataša ni bila za to, da bi šla z njim, kajti potreboval je mir. Predlagala mu je naj sam odide v Mursko šumo, saj ga je Franc že večkrat povabil. Seveda mu ni bilo všeč, da mora oditi sam, vendar se je vdal in ji obljubil, da ji bo pisal vsak dan in ji poročal, kaj je novega v logarnici. Obljubil ji je, da se bo vrnil spoči in predvsem zdrav. 

## Ostale proze iz zbirke Pravljica o Logarnici
- Pravljica o logarnici (1962) (COBISS),
- Škoda za zdravje, če se ljudje prepirajo (1962) (COBISS),
- V logarnico je prispel ponoči čuden gost (1962) (COBISS),
- Postal sem lovec na žabe (1962) (COBISS),
- Pri kačjih rožah v smrtni nevarnosti (1962) (COBISS),
- Lisice ne premotiš (1962) (COBISS),
- Razbila se je skleda z zlatim robom (1962) (COBISS),
- Strel, ki je prinesel nesrečo (1962) (COBISS),
- Mož s srečo na mehurčkih (1962) (COBISS),
- Lisico smo našli (1962) (COBISS),
- Uharica spet v logarnici (1962) (COBISS),
- Iskal sem moža s srečo na mehurčkih (1962) (COBISS),